# 卡拉穆魯鱷屬
卡拉穆魯鱷屬（屬名：Karamuru）是副鳄形类迅猛鱷科的一屬，生存於三疊紀中期的巴西。卡拉穆魯鱷是種大型肉食性動物，身長估計約7公尺，體重估計約700公斤。
化石發現於著名的Paleorrota地質公園，屬於聖瑪利亞組（Santa Maria Formation）地層。這些化石包含一個接近完整的頭顱骨，最初曾被歸類於迅猛鱷。卡拉穆魯鱷的命名研究沒有標明年份，後人考察應該是在2000年公布的。在2007年，一些古生物學家提出卡拉穆魯鱷是迅猛鱷的次異名。
卡拉穆魯鱷的屬名是「Caramuru」的變體。在16世紀，當地圖皮族將帶來火槍的葡萄牙探險家狄雅哥·科列阿（Diogo Álvares Correia）稱為「Caramuru」，意為「火的創造者」。